# Arpejo

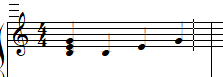

Arpejo ou harpejo (do italiano arpeggio: "à maneira de harpa") é a execução sucessiva das notas de um acorde. Enquanto que num acorde as notas são tocadas todas de uma vez, no arpejo essas mesmas notas são tocadas uma a uma.

Ao se falar em arpejo está se fazendo referência direta a um acorde, visto que todo acorde, por mais complexo que seja, tem um arpejo, pois sempre podemos tocar nota por nota. Essa técnica pode ser usada para embelezar alguma harmonia ou ainda servir como trecho de um solo. Diferente dos acordes, onde as notas são tocadas todas ao mesmo tempo, e das escalas, onde cada nota é tocada de maneira isolada das outras, os arpejos são uma sucessão de três ou mais notas tocadas uma após a outra, tendo desta maneira as características tanto dos acordes (com sons harmoniosamente sobrepostos) quanto das escalas (uma sequência rápida de sons). Por exemplo, as notas que formam o acorde de Dó maior são: C, E, G. Quando tocamos essas 3 notas ao mesmo tempo, formamos o acorde de Dó, mas quando tocamos essas 3 notas separadamente uma após a outra, formamos o arpejo de Dó. Os arpejos não precisam se limitar à tríade do acorde, mas também podem incluir notas de extensões.

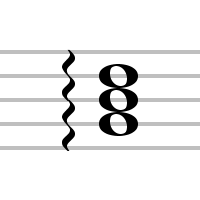
Notação de um acorde em harpejo

## Arpejo na escrita musical
Na escrita musical o arpejo é representado como um acorde (com as notas sobrepostas) antecedido por uma linha ondulada representando a execução separada das notas, mas também pode ser escrito com as notas representadas de maneira consecutiva. Quando um instrumento musical não pode produzir mais de uma nota ao mesmo tempo ou no caso de uma voz, pode-se juntar três ou mais e desta forma produzir arpejos com instrumentos ou vozes de maneira conjunta.
Pode ser Conjunto ou Disjunto – Conjunto quando tocamos todas as notas em sequência seja da mais grave para mais aguda ou da mais aguda para a mais grave. Ou Disjunto quando tocamos todas as notas do acorde, porém não seguimos um padrão.
Pode ser Ascendente ou Descendente – Ascendente quando começa em uma nota grave e termina em uma aguda e Descendente quando começa em uma aguda e termina em uma grave.
Pode ser Simples ou Composto – Simples quando está limitado a uma oitava e Composto quando é aplicado em mais de uma oitava. Veja o exemplo na figura a seguir do acorde de C7maj.
O principal uso onde é no quesito improvisação e composições de acorde. O arpejo ajuda a obter uma sonoridade melhor durante a execução da melodia, além de nortear a finalização da música servindo como um "ponto final".

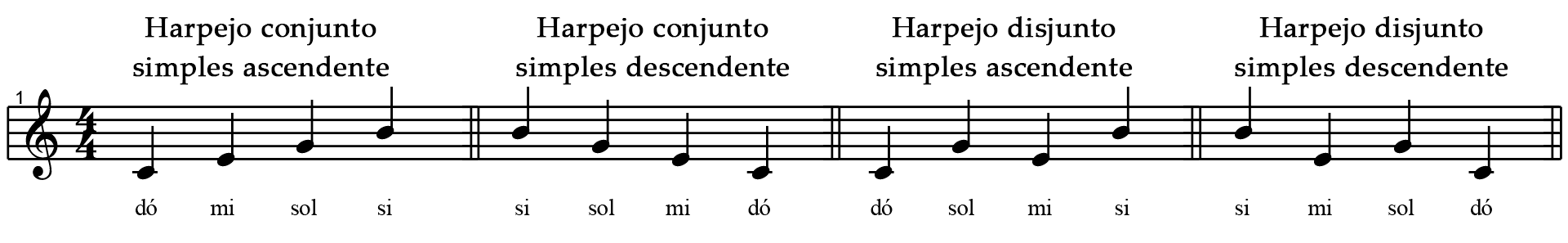
joint and disjoint simple Arpeggio

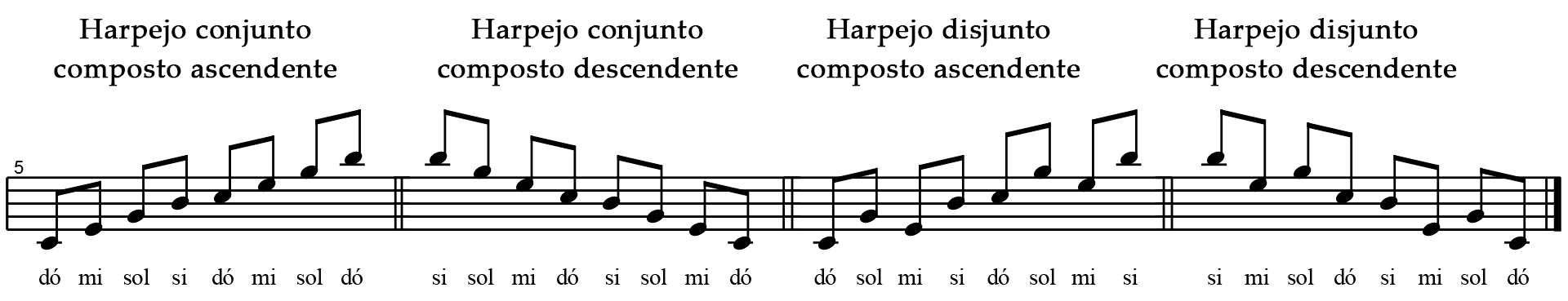
joint and disjoint compound arpeggio

O Concerto para piano e Orquestra em lá menor (1841-1845, Op.54) de Robert Alexander Schumann é, de certa forma, um exemplo claro do uso de harpejos.